# Ла-Шапель-о-Брок
Ла-Шапе́ль-о-Брок (фр. La Chapelle-aux-Brocs, окс. La Chapela daus Bròsts) — коммуна во Франции, находится в регионе Лимузен. Департамент — Коррез. Входит в состав кантона Мальмор-сюр-Коррез. Округ коммуны — Брив-ла-Гайярд.
Код INSEE коммуны — 19043.
Коммуна расположена приблизительно в 420 км к югу от Парижа, в 85 км южнее Лиможа, в 18 км к юго-западу от Тюля.

## Население
Население коммуны на 2008 год составляло 380 человек.
| 1962 | 1968 | 1975 | 1982 | 1990 | 1999 | 2008 |
| ---- | ---- | ---- | ---- | ---- | ---- | ---- |
| 175  | 185  | 200  | 212  | 345  | 342  | 380  |

## Администрация
| Период | Период | Фамилия       | Партия | Примечания |
| ------ | ------ | ------------- | ------ | ---------- |
| 2001   | 2008   | Жак Кост      |        |            |
| 2008   |        | Жан-Клод Мюра |        |            |

## Экономика
В 2007 году среди 260 человек в трудоспособном возрасте (15-64 лет) 204 были экономически активными, 56 — неактивными (показатель активности — 78,5 %, в 1999 году было 74,4 %). Из 204 активных работали 184 человека (95 мужчин и 89 женщин), безработных было 20 (8 мужчин и 12 женщин). Среди 56 неактивных 17 человек были учениками или студентами, 27 — пенсионерами, 12 были неактивными по другим причинам.